# Происшествие в Оттербери
«Происшествие в Оттербери» (англ. The Otterbury Incident) — детская детективная приключенческая повесть (в западной традиции — роман) английского писателя Сесила Дэй-Льюиса, опубликованная в 1948 году. В повести школьники маленького английского городка «волею обстоятельств оказываются в роли доморощенных детективов и помогают выследить и обезвредить целую банду матёрых преступников».
Повесть является адаптацией сценария французского фильма Луи Дакена «Мы — мальчишки» (фр. Nous les gosses) 1941 года, однако действие перенесено в Англию. Сам фильм, в свою очередь, называют вольной экранизацией повести «Эмиль и сыщики» Эриха Кестнера (1929).
На русском языке повесть вышла в переводе Т. Порфирьевой и B. Рамзеса в 1976 году, переиздавалась в составе сборника в 1990 году.

## Сюжет
Действие происходит вскоре после окончания Второй мировой войны в английском городке. Две группы мальчишек на перемене играют в «войну», одной руководит Тэд, а другой Топпи. Когда звенит звонок, дети возвращаются в школу, перебрасывая мяч, и один из них, Ник, случайно попадает мячом в школьное окно, разбивая стекло. Теперь Ник должен заплатить за новое стекло. Однако у него нет денег, а его дядя, с которым он живёт, не согласится заплатить. Тогда Тэд и Топпи заключают перемирие и решают совместными усилиями двух групп собрать деньги. Впереди выходные, и ребята распределяют между собой различные задания, которые позволяют им собрать нужную сумму (чуть более пяти фунтов). Они чистят обувь прохожим, разносят почту, рекламируют щипцы для завивки, исполняют песни на улице, помогают нищему собирать милостыню… Наконец, деньги положены в деревянную шкатулку, который принёс один из парней, по имени Прун. Тэд прячет шкатулку дома, и в понедельник деньги будут отданы директору школы. Однако наутро оказывается, что денег в шкатулке нет! Подозрения падают на Тэда, но после самодеятельного «суда» ребята решают, что надо провести расследования, поскольку многие не верят в виновность мальчика, в том числе и Ник.
Ребята догадываются, что шкатулку подменили, когда Тэд по пути домой показывал её двум сомнительным типам, которые постоянно крутились в округе, — Джонни Шарпу и его приятелю по кличке Бородавка. Выяснилось, что саму шкатулку Пруну дал именно Джонни Шарп, а сделана она была в мастерской Скиннера, где Шарп и Бородавка частенько бывали. Тэд и Топпи проникают в мастерскую, где находят контрафактные товары и потайную комнату, в которой находится мастерская фальшивомонетчиков. Они понимают, что Шарп, Бородавка и Скиннер — преступники. В этот момент вся шайка приезжает на склад, где застаёт Тэда, поскольку Топпи удаётся сбежать. Один из мальчиков бежит в полицию, тогда как остальные атакуют склад, забрасывая его камнями и нападая на преступников, чтобы освободить Тэда. Нападение оказывается успешным, хотя Ника ранят. Прибывает полиция и арестовывает бандитов.
На следующий день в школе инспектор Брук сетует, что ребята сразу не обратились в полицию, однако хвалит их за смекалку и смелость, обещая, что полиция организует для них экскурсию в Скотланд-Ярд. Директор же сообщает, что школа сама заплатит за ремонт окна, разбитого Ником.

## Отзывы
Евгений Брандис отмечает, что хотя в схематическом изложении сюжет повести может показаться банальным, «на самом деле это произведение незаурядное»: события развёртываются «на отлично выписанном социальном фоне», «прекрасно обрисованы и характеры школьников». По словам автора, «главное здесь — не тайны, не приключения, a нравственная атмосфера, конечное торжество моральных начал в острых конфликтных ситуациях — честности и настоящего товарищества, смелости и взаимной выручки».
Игорь Мотяшов в рецензии на книгу для журнала «Детская литература» пишет о том, что хотя сам Дэй-Льюис не считал себя детским писателем, «он написал по-настоящему детскую книжку: озорную, лукавую, романтическую, так и брызжущую выдумкой и юмором, которые, не приукрашивая действительности, помогают героям и читателю оптимистически преодолевать ее суровость и драматизм». Он также отметил, что «что перевод, талантливо выполненный Т. Порфирьевой и В. Рамзесом, отлично передает аромат подлинника, перенося читателя не только в обстановку послевоенной английской провинции, но и в атмосферу английского юмора, приобщает к складу души, национальному характеру британцев».